# Jasus edwardsii
Jasus edwardsii är en kräftdjursart som först beskrevs av Hutton 1875.  Jasus edwardsii ingår i släktet Jasus och familjen Palinuridae. IUCN kategoriserar arten globalt som livskraftig. Inga underarter finns listade i Catalogue of Life.

## Bildgalleri

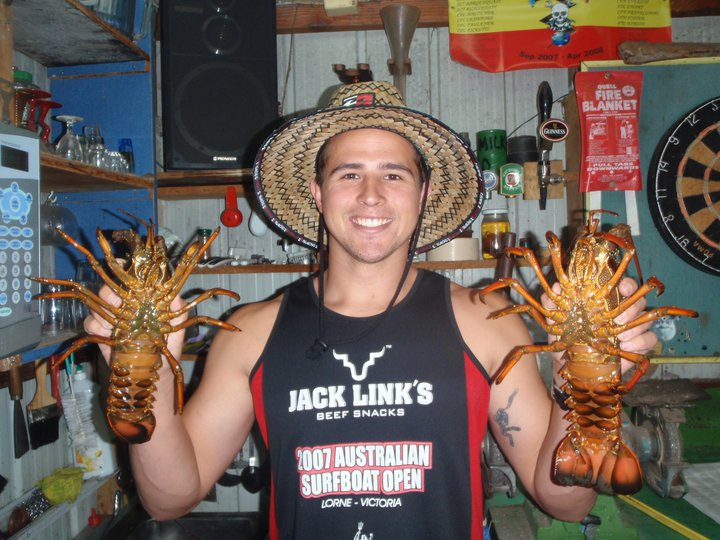
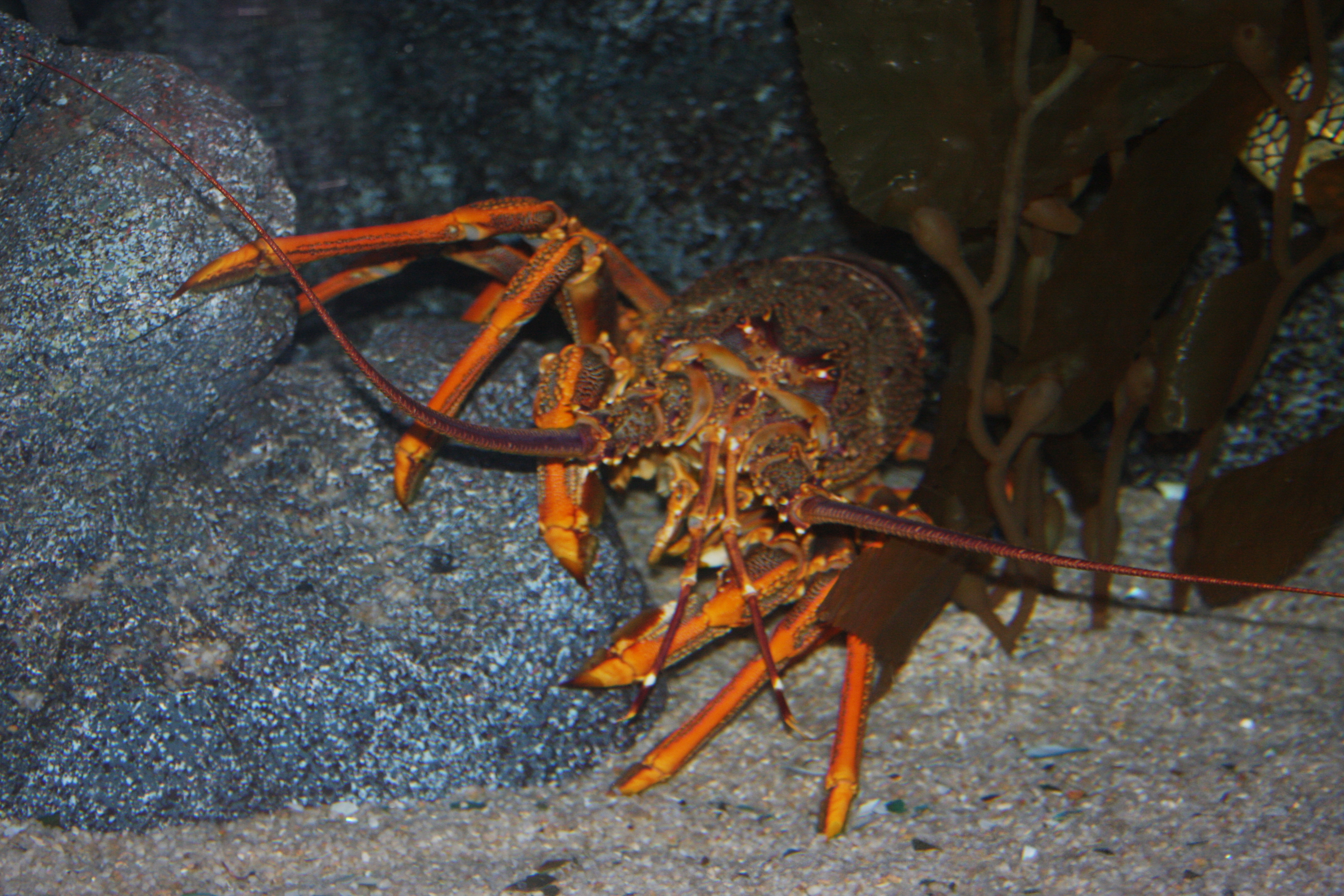
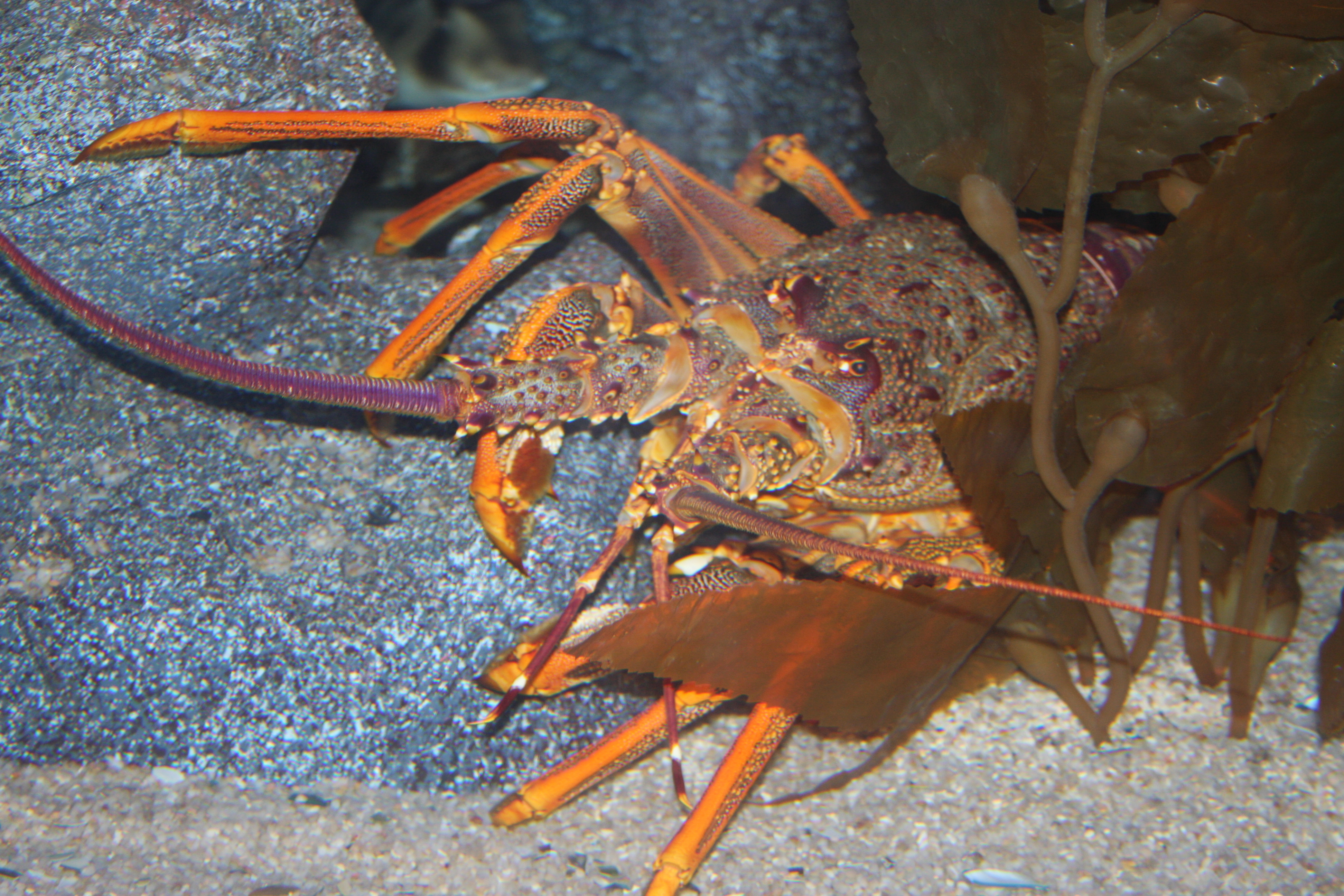
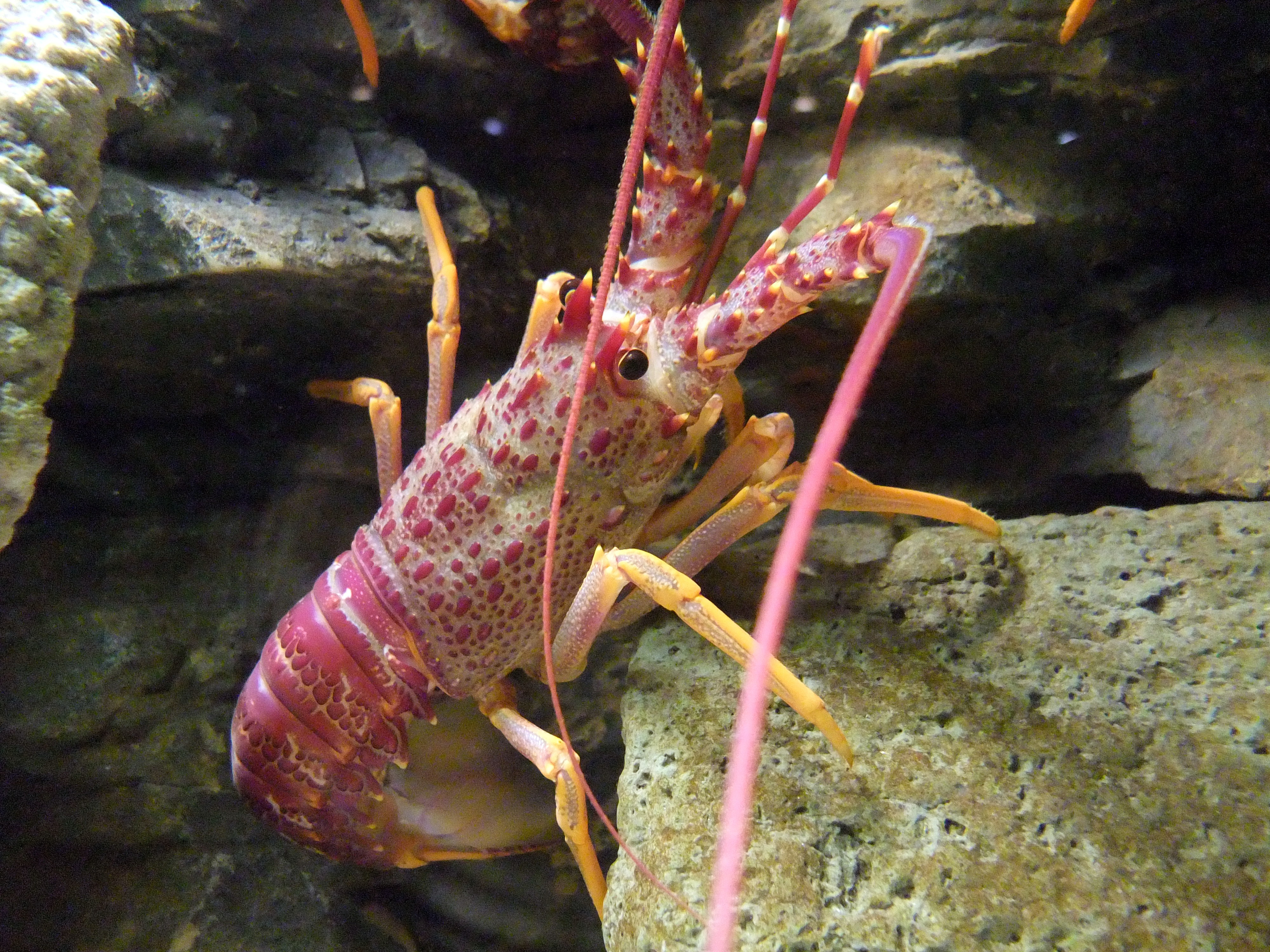
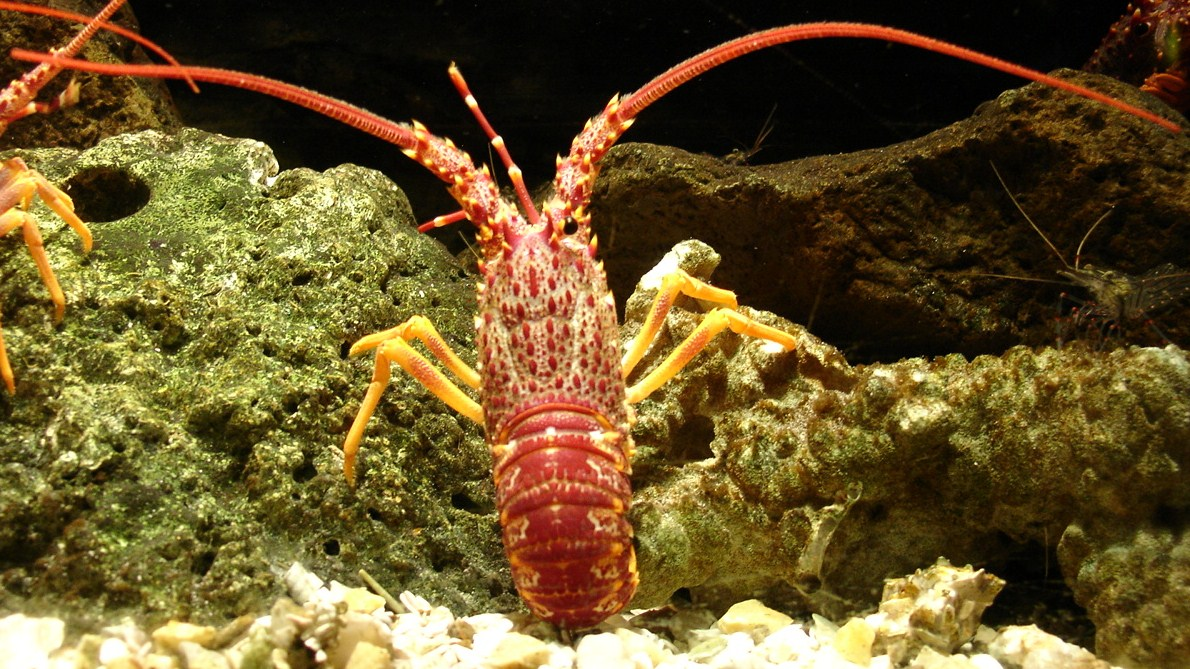